# Reinhold von Werner
Reinhold von Werner (Weferlingen, 10 de mayo de 1825-Wiesbaden, 26 de febrero de 1909) fue un oficial y almirante prusiano del siglo xix, inicialmente al servicio de la Marina prusiana y posteriormente de la Marina Imperial alemana, en la que alcanzó el rango de Vicealmirante. Estuvo al mando de distintos buques durante las tres guerras de unificación alemana y durante la intervención naval en el transcurso de la Rebelión cantonal en España en 1873. Sus acciones en España, consideradas extremas por el canciller Otto von Bismarck, le llevaron a un consejo de guerra. Fue ascendido dos años después de su intervención en España, pero fue obligado a retirarse tras un duro enfrentamiento con Albrecht von Stosch tres años después. Werner escribió numerosos libros tras su carrera naval, y fundó un periódico sobre temas navales. Fue ennoblecido en 1901 y falleció en febrero de 1909.

## Infancia y juventud
Reinhold Werner nació el 10 de mayo de 1825 en el pueblo de Weferlingen, Prusia, en la actual Sajonia-Anhalt. Sirvió varios años en la marina mercante entre las décadas de 1830 y 1840, durante los cuales realizó varios viajes por las Indias Orientales. Mientras estuvo en la marina mercante recibió el apodo Schweizer (suizo), ya que sus compañeros, nativos del norte de Alemania, encontraban su acento extranjero en comparación con su acento bajo alemán.

## Carrera naval
En 1849 Werner llegó a ser oficial en la alemana Reichsflotte (Marina Imperial), que había sido organizada el año anterior. En 1852 es transferido a la Marina prusiana. La Preussische Marine aceptó únicamente a diez solicitantes al cuerpo de oficiales ese año y Werner fue el único de ellos que ingresó directamente como teniente, mientras que los nueve restantes lo hicieron como oficiales cadetes. Fue ascendido al empleo de Kapitänleutnant (Capitán de navío) en 1856. Mientras comandaba el buque de guerra SMS Elbe participó en la expedición naval a las Indias Orientales, entre 1859–1862.

### Guerras de unificación alemana
Durante la Guerra de los Ducados de 1864, Werner estuvo al mando de una corbeta contra las fuerzas navales danesas. Luchó con distinción en la Batalla de Jasmund bajo el mando de Eduard von Jachmann; el buque de Werner, el SMS Nymphe, fue severamente dañado durante el enfrentamiento, sufriendo 13 bajas en su tripulación. Los daneses tuvieron éxito al evitar que los prusianos rompieran el bloqueo, obligándolos a retornar a Swinemünde, en la actual Polonia. Werner y el resto de la flota permanecieron estacionados allí el resto de la guerra.
Al inicio de la guerra austro-prusiana, en el verano de 1866, se le dio el mando de una pequeña flota en el mar del Norte, consistente en el ironclad SMS Arminius y una flotilla de pequeños cañoneros a vapor. Werner usó esta fuerza para lanzar varios desembarcos de tropas contra el Reino de Hanóver, un aliado de Austria. Lideró varios de los desembarcos y sus actividades provocaron la rendición de varias baterías costeras de Hanóver y de varias ciudades, incluidas Emden y Stade. El 15 de junio Werner y su escuadra ayudaron a los 13 500 hombres bajo el mando del General Edwin Freiherr von Manteuffel en su cruce del río Elba y el asalto a la ciudad de Hanóver.
Tras la guerra austro-prusiana se dio a Werner el mando del Puerto de Danzig, puesto en el que permaneció hasta 1873. En 1870, al iniciarse la guerra franco-prusiana, se otorgó a Werner el mando de un nuevo ironclad, el SMS Kronprinz. Tanto este como los otros dos ironclads de batería lateral, los SMS Friedrich Carl y SMS König Wilhelm, sufrían de problemas crónicos en su maquinaria, por lo que el almirante Jachmann no los utilizó para acciones ofensivas. A pesar de ello, Werner partió varias veces de Wilhelmshaven para intentar intercambiar disparos con la flota de bloqueo francesa. Inmediatamente después de la guerra con Francia, Werner prometió su apoyo al general Albrecht von Stosch, que había sido propuesto como nuevo comandante de la flota alemana. En el otoño de 1872, Werner estaba al mando de un crucero de entrenamiento en el Atlántico sur con una escuadra compuesto por el SMS Friedrich Carl, el SMS Elisabeth, el SMS Albatros y el SMS Vineta. Mientras realizaba este crucero se ordenó a Werner retornar a Europa con la mayor parte de su escuadra para participar en una intervención internacional en España. Únicamente el Albatros permaneció en aguas de Sudamérica.

### Intervención en España

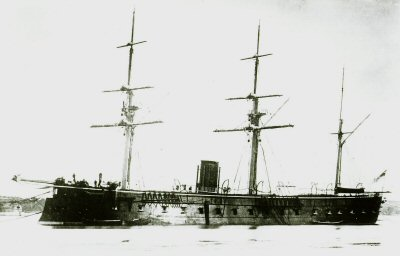
La fragata blindada SMS Friedrich Carl, buque bajo el mando de Reinhold von Werner durante la intervención en España contra la escuadra del Cantón de Cartagena.

A comienzos de 1873, durante la Primera República Española, tuvo lugar la Rebelión cantonal. Werner fue enviado al mando del SMS Friedrich Carl, su buque insignia, junto a otros dos buques no blindados. Los buques se unieron a la escuadra británica, que patrullaba la costa sudeste de España. Las fuerzas cantonales habían tomado el control de cuatro de los siete ironclads con los que contaba la Armada Española, así como de varias fragatas con casco de madera y vapores de guerra. El Almirante Werner, oficial de mayor graduación del grupo, tomó el mando de las fuerzas anglogermanas. Su escuadra bloqueó a dos de los ironclads en el Puerto de Cartagena tras el bombardeo de pueblos costeros por parte de estos. El 23 de julio, mientras navegaba con rumbo a Alicante, la SMS Friedrich Carl se encontró con el vapor de guerra Vigilante, con Antonio Gálvez Arce a bordo, y lo capturó, alegando el decreto de piratería del gobierno central del 20 de julio y que enarbolaba un pabellón no reconocido internacionalmente, la bandera roja del Cantón. El Vigilante, fue enviado a Gibraltar y posteriormente devuelto a las fuerzas gubernamentales tras largas negociaciones, mientras que Gálvez y la tripulación fueron desembarcados en Cartagena. Los cantonalistas consideraron declarar la guerra a Alemania tras la captura, pero finalmente optaron por no hacerlo, entre otras cuestiones porque esta captura se realizó sin la autorización de Berlín.
El 1 de agosto de 1873, el SMS Friedrich Carl y el ironclad británico HMS Swiftsure capturaron a los buques cantonales Vitoria y Almansa en virtud del decreto del gobierno español que declaraba piratas a las fuerzas navales del cantón, pero sin recibir autorización ni de Londres ni de Berlín. Los buques cantonales, tras haber bombardeado Almería, intentaban llegar a Málaga para tratar de atraer a la ciudad a la causa cantonalista. En el enfrentamiento, las fuerzas anglogermanas, capturaron sin casi oposición ambos buques, devolviéndolos posteriormente de nuevo tras arduas negociaciones a las fuerzas gubernamentales en Gibraltar. La poca oposición a la captura, fue debida a que a bordo de la Almansa se encontraba el general Serrano, uno de los líderes de las fuerzas cantonalistas, y a que se trataba de una fragata de madera frente a dos blindadas, razón que también motivó que la Vitoria se rindiera sin oponer resistencia para evitar represalias contra el general y los 400 tripulantes de la Almansa.
Tras esta última acción el SMS Friedrich Carl retornó a Alemania con Werner apartado del mando. El canciller Otto von Bismarck ordenó un consejo de guerra contra el almirante Werner, cuyas acciones consideró excesivas. Además, Bismarck prohibió a la Marina Imperial alemana actuar según la «diplomacia de cañonero» en el futuro.
La carrera de Werner como capitán de buque oceánico había terminado, aunque gracias al apoyo del Kaiser Guillermo I y su nieto, Guillermo II, continuó con su carrera destinado en tierra. Estuvo al mando de los astilleros imperiales en Wilhelmshaven durante un año, y fue posteriormente transferido a Kiel como comandante de la estación del Báltico. Werner culpaba en parte a Stosch, quien había acordado con Bismarck la evaluación de las actividades de Werner que le hicieron caer en desgracia, lo que fue el punto de partida de un largo y público enfrentamiento entre ambos oficiales.

### Retiro forzoso
En 1875 Werner fue ascendido a Konteradmiral (Contralmirante). A raíz de la colisión accidental en 1875 entre SMS König Wilhelm y SMS Grosser Kurfürst que provocó la pérdida de este último, Werner y Stosch discutieron, un desacuerdo que finalmente provocó el retiro forzado de Werner.
Werner, que era el jefe de la estación del Báltico, presidió una comisión que investigó el manejo del incidente del contraalmirante Batsch, un protegido de Stosch. La investigación fue muy crítica con Batsch, así como con las políticas de Stosch. Muchos oficiales navales, incluyendo Batsch, sentían que las políticas de Stosch eran más apropiadas para el Ejército que para la Marina. Alfred von Tirpitz, que más tarde sería el arquitecto de la Flota Alemana de Alta Mar, caracterizaba las políticas de Stosch como más propias de un regimiento de infantería que de un buque de guerra acorazado, que era «un complicado microcosmos de tecnología». Stosch luchó contra sus críticos y contra Werner en particular, a quien veía como el principal responsable de que la investigación se hubiese convertido en un foro de oficiales enfrentados a Stosch. Además, como venganza por el manejo de la investigación, Stosch trató de obligar Werner a dejar la Armada para así eliminar a uno de los dos oficiales superiores en rango a Batsch, su protegido. A pesar de su popularidad, y sobre todo del apoyo del Kaiser Guillermo I y su hijo, Werner fue incapaz de resistir los esfuerzos de Stosch para forzar su salida y el 15 de octubre de 1878 pidió su jubilación. En 1898 la armada lo nominó para ser ascendido a Vizeadmiral (Vicealmirante).

## Últimos años
Tras dejar la Armada Werner se convirtió en escritor y ardiente partidario de la expansión naval alemana. Continuó con su enfrentamiento con Stosch, llevándolo tan lejos como para aliarse con Otto von Bismarck, que había intentado encarcelarlo cinco años antes por su conducta en España. También se unió a la Free Union for Naval Lectures, fundada el 16 de noviembre de 1899; la Unión realizó una serie de lectura sobre la importancia de la marina de guerra en Alemania. Werner había comenzado a escribir en la década de 1860, cuando aún prestaba servicio en la Armada. Escribió una serie de libros, incluidas las reseñas de la expedición alemana al lejano oriente entre 1859-1862 y el desarrollo de la expansión de la flota alemana. En 1864 fundó el periódico Hansa en Hamburgo, que se ocupaba de temas relacionados con los marinos y las actividades de los guardacostas. Recibió un título nobiliario que garantizó su derecho a usar «von» en su nombre. Falleció el 26 de febrero de 1909.